# Hôtel des Échevins

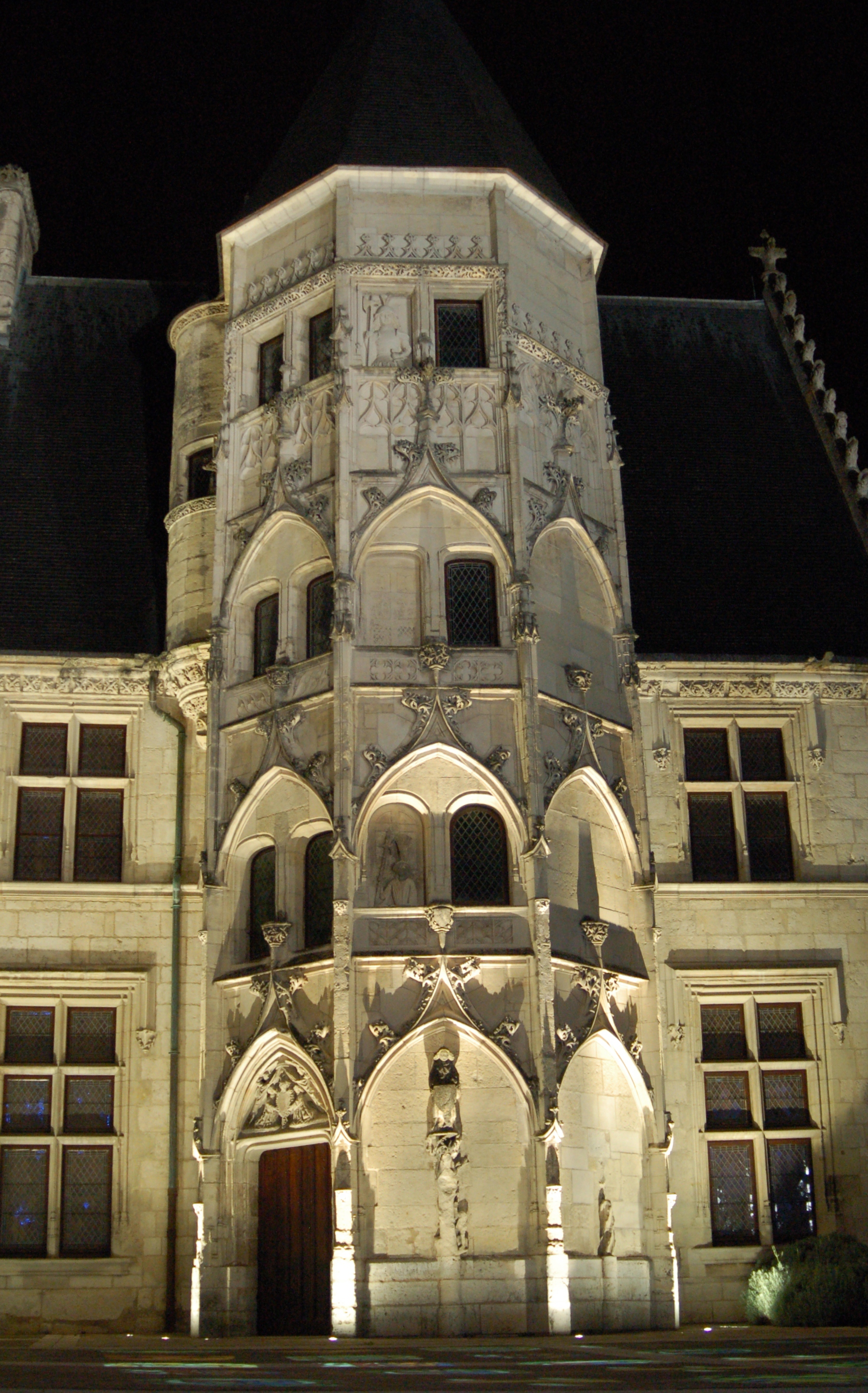
Hôtel des Échevins in Bourges

Das Hôtel des Échevins in Bourges, der Hauptstadt des französischen Départements Cher in der Region Centre-Val de Loire, wurde von 1489 bis 1492 errichtet. Seit 1886 steht das Gebäude an der Rue Edouard-Branly Nr. 13 als Monument historique auf der Liste der Baudenkmäler in Frankreich.

## Geschichte
Nach dem großen Brand von 1487 wurde das Gebäude auf der ehemaligen römischen Stadtbefestigung errichtet. Bis 1682 diente es als Hôtel de ville (Rathaus) und danach den Jesuiten als Schule. Während der Revolution wurde das Hôtel des Échevins (fr. Schöffen) als Nationalgut verkauft. Im Jahr 1833 wurde im Gebäude wieder eine Schule eingerichtet.

## Beschreibung
Der zweigeschossige Haupttrakt (Corps de Logis) wird von einem Treppenturm flankiert. 1624 errichtete der Architekt Jehan Lejuge im Stil der Renaissance einen im rechten Winkel sich anschließenden Anbau mit einer offenen Galerie im Erdgeschoss.

## Heutige Nutzung
Nach umfangreichen Renovierungsarbeiten wurde 1993 im Hôtel des Echevins das Museum Maurice Estève eröffnet, das Werke der modernen Kunst ausstellt.

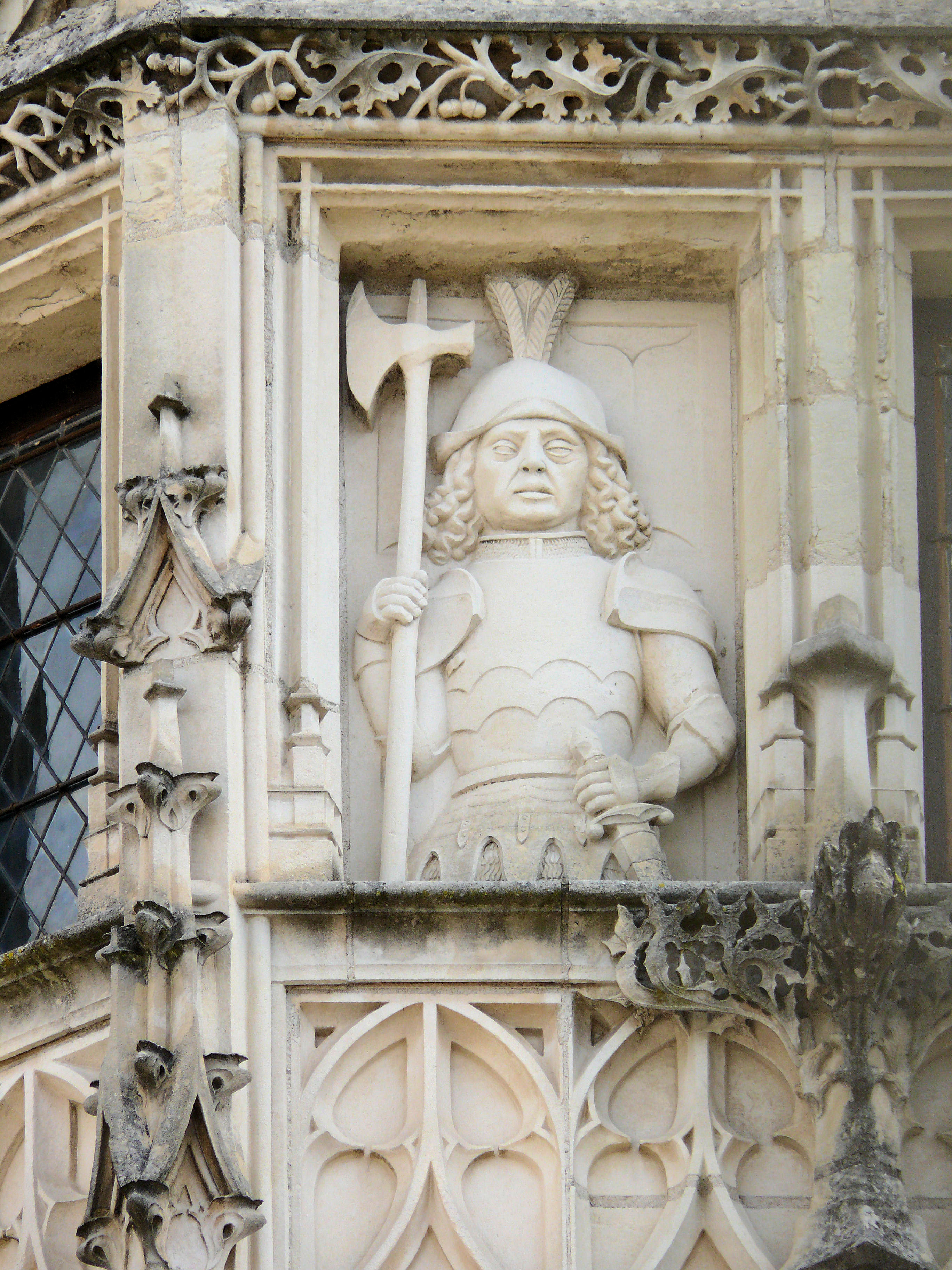
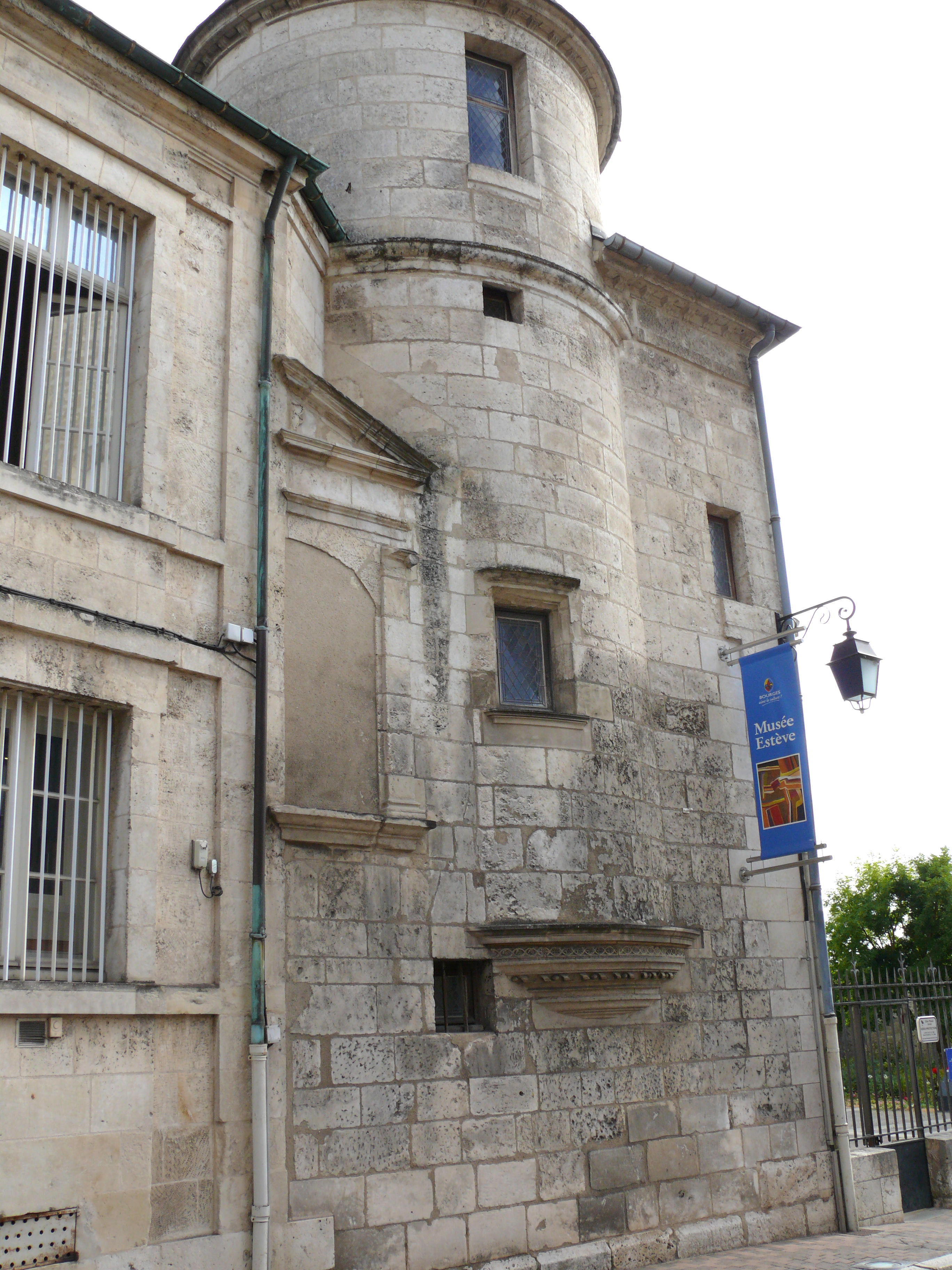
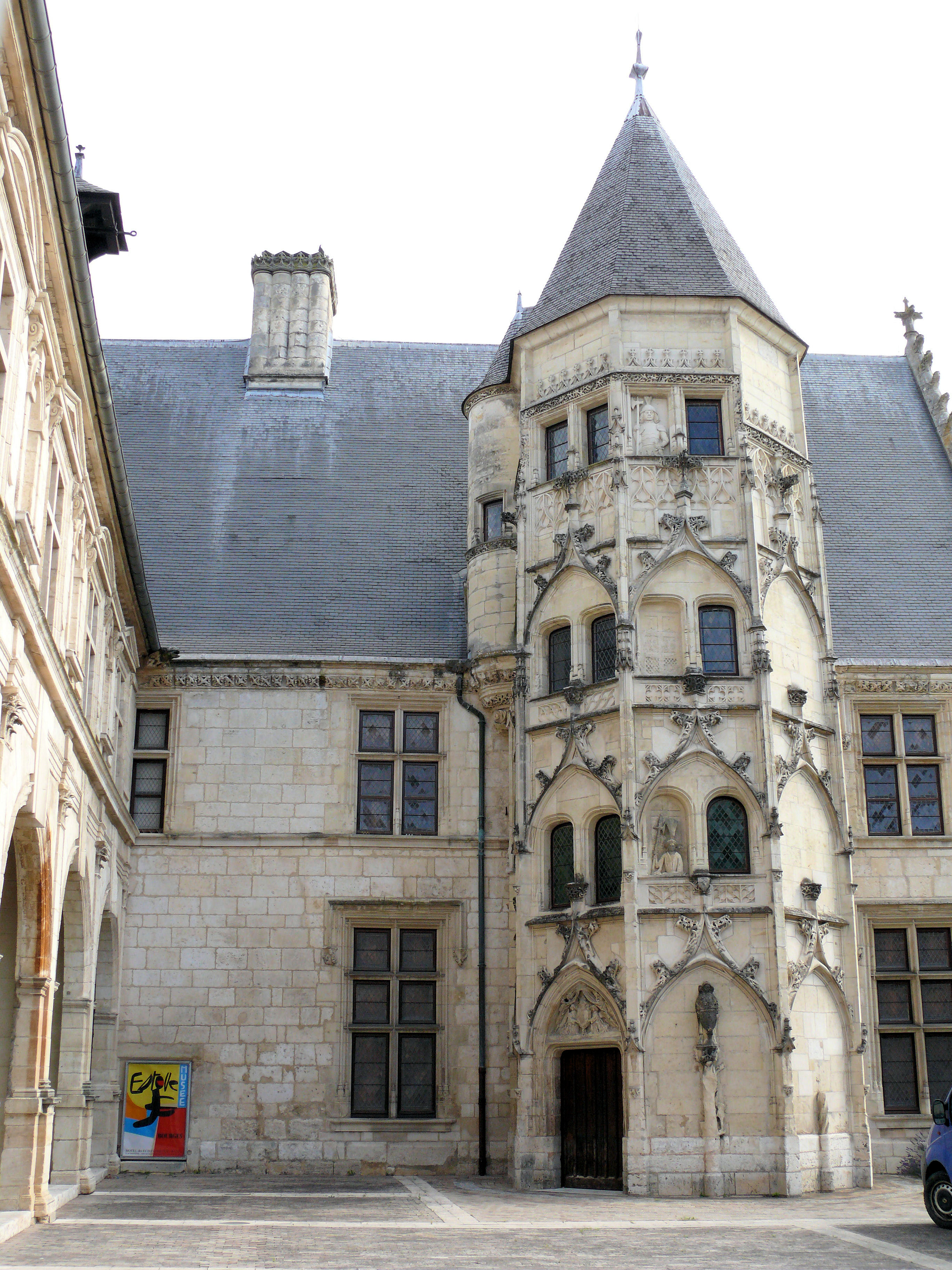
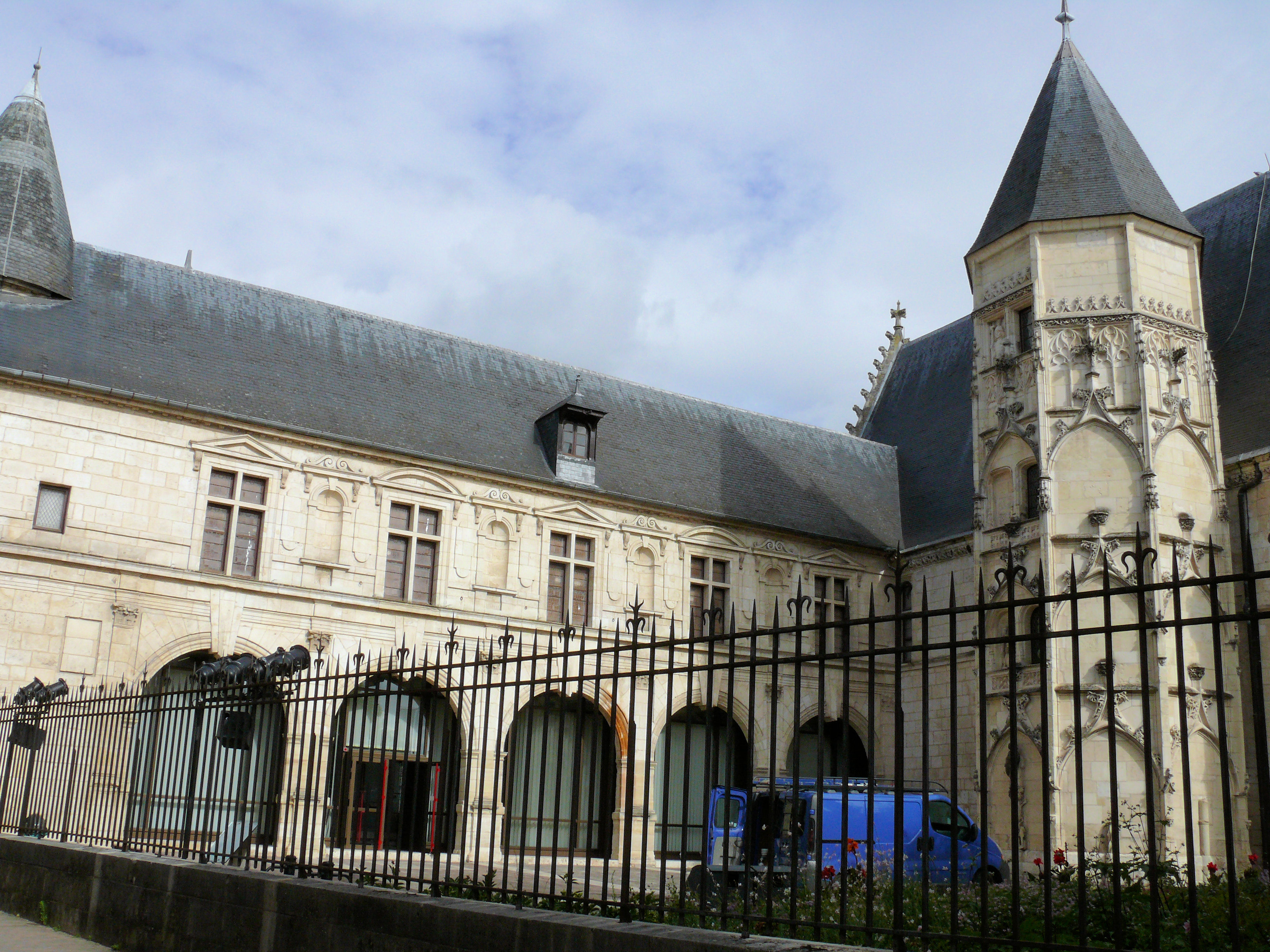